# Римарська Надія Іванівна
Надія Іванівна Римарська (нар. 1957) — український економіст. Заступник голови ДПА у Львівській області з 2007 року. Заслужений економіст України, орден княгині Ольги III ступеня (2009). Кандидат економічних наук, доцент, автор навчальних посібників з економіки.

## Життєпис
У 1980 році закінчила Львівський політехнічний інститут. За освітою — інженер-економіст.
Трудовий шлях розпочала у Львівському мостобудівельному управлінні № 1 тресту «Західшляхбуд», де працювала з 1974 до 1984 року.
З січня 1984 до жовтня 1987 року — економіст, старший економіст Львівського міського ремонтно-будівельного тресту. До січня 1989 року — начальник відділу праці і зарплати Львівського міського ремонтно-будівельного тресту.
З 1989 року до червня 1991 року працювала заступником керуючого трестом з економічних питань Львівського обласного підрядного спеціалізованого дорожньоремонтно-будівельного тресту.
З 1991 року до 1998 року робота на керівних посадах в ДПІ у м. Львові.
З листопада 1998 року до квітня 2005 року — заступник Голови, начальник управління оподаткування юридичних осіб ДПА у Львівській області.
3 2005 року до листопада 2007 року — доцент кафедри обліку та аналізу Національного університету «Львівська політехніка». Автор навчальних посібників для студентів економічних спеціальностей «Конкурентна ринкова система: пропозиція та фактори її формування і зміни» та «Податкова система України».
28 листопада 2007 року призначена на посаду заступника Голови ДПА у Львівській області.
У грудні 2009 року нагороджена орденом княгині Ольги III ступеня.
Одружена, виховує двох дітей.